# Économie du Salvador
L'économie du Salvador continue de profiter d'un marché libre et de gestion prudente.[pas clair] L'effet de la guerre civile a été destructeur[Laquelle ?].

## Secteur économique
À l'époque précolombienne, le cacao était répandu parmi les nations autochtones, utilisé comme monnaie d'échange, et le chocolat était une boisson consommée uniquement par des personnes importantes de la population. La consommation de chocolat répandu dans toute l'Europe, avec son introduction de cacao est devenu un produit commercial inestimable pour les Espagnols. On estime qu'en 1574, la production annuelle de cette récolte s'élevait à 300 000 reais; onze ans plus tard, cette valeur était passée à plus de 500 000 reais.
Malgré le boom du cacao, en 1585, la production de cette récolte avait commencé à décliner, principalement en raison de la diminution de la population indigène due aux maladies provoquées par les Espagnols et par conséquent au manque de main-d'œuvre.
On cultive également du maïs, de la canne à sucre, du riz, des haricots et de nombreux fruits tropicaux. L’élevage est essentiellement concentré dans la région du plateau central. Le Salvador est un important fournisseur de résine de balsamier (qui permet la fabrication de baumes utilisés en pharmacie). Les crevettes constituent le principal produit de la pêche.
L'économie du pays est principalement axée sur les services et les communications. L'industrie manufacturière est, quant à elle, la plus importante d'Amérique centrale. Selon l'encyclopédie Larousse en ligne, 58 % de la population travaille dans le secteur des services. Au niveau de l'agriculture, le Salvador est l'un des plus grands producteurs de café au monde. Dans le secteur des industries, le pays se spécialise dans l'agroalimentaire, la chimie, le pétrole, le textile, le plastique, l'aluminium et les produits pharmaceutiques.
Plus de 1,5 million de Salvadoriens vivent à l'étranger). Les envois de fonds des Salvadoriens qui travaillent aux États-Unis aux membres de leur famille sont une importante source de revenus de l'étranger.

## Monnaie
le Bitcoin  est officiellement reconnu comme un moyen de paiement légal depuis le 9 juin 2021
Le Salvador est le troisième pays d’Amérique latine à adopter la dollarisation après le Panama (1904) et l’Équateur (2000). Le Salvador a adopté le dollar américain comme monnaie en 2001 à la place du colón.

## Commerce international
Étant donné qu'il possède peu de ressources naturelles, le pays importe beaucoup de matières premières, de combustibles et plusieurs autres denrées.
La valeur totale des exportations est de 3,797 milliards de dollars US et celle des importations sont de 7,255 milliards (données de 2009). Les principales exportations sont : le café, la canne à sucre, les textiles (incluant les vêtements), l’or, l’éthanol, les produits chimiques, les crevettes, l’électricité, le fer, l’acier et les exportations de montage à l’étranger. Leurs principaux pays partenaires à l’exportation sont (en ordre) les États-Unis, le Guatemala, le Honduras et le Nicaragua. Pour ce qui est des principales importations, il s’agit : des matières premières, des biens de consommation, des biens d’équipement, de carburant, d’électricité et de certains produits alimentaires. Ses principaux pays partenaires à l’importation sont les États-Unis, le Mexique, le Guatemala, la Chine et le Honduras.

## Agriculture
En 2018, El Salvador a produit 7 millions de tonnes de canne à sucre, étant fortement tributaire de ce produit. Outre la canne à sucre, le pays a produit 685 000 tonnes de maïs, 119 000 tonnes de noix de coco, 109 000 tonnes de sorgho, 93 000 tonnes de haricot, 80 000 tonnes de café, 64 000 tonnes d'oranges, en plus de rendements plus faibles d'autres produits agricoles tels que pastèque, yautia, pomme, manioc, mangue, banane, riz etc.

## Environnement social
Près de la moitié de la population salvadorienne vit sous le seuil de pauvreté et l’inégalité des revenus reste élevée. De plus, le très faible taux de chômage officiel (estimé par le FMI à 4,5% en 2018) masque un sous-emploi important, 7 Salvadoriens sur 10 travaillant dans le secteur informel.
Transparency International classe El Salvador au 105e rang sur 180 pays pour son Indice de perception de la corruption 2018.